# Kamienica Hundsdorffów w Gdyni
Kamienica Hundsdorffów – zabytkowa kamienica w Gdyni. Mieści się w Śródmieściu przy ul. Starowiejskiej 7, róg Abrahama.
Została zbudowana w latach 1932-1935. Od 1987 widnieje w rejestrze zabytków.